# Evandro Soldati
Evandro Soldati (Ubá, 17 de abril de 1985) é um modelo brasileiro.

## Biografia
Finalista do Supermodel Brasil em 2001, Evandro é um dos modelos de maior sucesso no mundo atualmente. A lista de passarela é grande, incluindo nomes como Roberto Cavalli, Versace, Alessandro Dell'Acqua, Dolce & Gabbana, Zoomp, Narciso Rodriguez, Michael Kors, Rag & Bone, Dsquared, entre outros. Ele também já estrelou campanhas de peso para Giorgio Armani, Louis Vuitton, Dolce & Gabbana, Valentino, Calvin Klein  e Lacoste. Entre outros trabalhos, também já foi capa da L'Uomo Vogue e posou nu para a edição história da Visionaire e já trabalhou com os mais poderosos fotógrafos. Ganhou grande projeção ao contracenar com a cantora Lady Gaga no clipe Alejandro.
O modelo mora em Goiânia e atua na área desde os 16 anos. Começou a namorar a modelo Yasmin Brunet em 2005 e foram casados entre 2012 à 2020.